# Station Niedźwiedź Wielkopolski
Station Niedźwiedź Wielkopolski is een spoorwegstation in de Poolse plaats Niedźwiedź.